# Вансович, Афанасий Николаевич
Афанасий Николаевич Вансович (1815—1892) — инженер-генерал русской императорской армии, участник Кавказских походов, военный инженер

## Биография
Родился 15 (27) августа 1815 года, сын генерал-лейтенанта Николая Григорьевича Вансовича; был крещён в лютеранской вере, но 4 сентября 1830 года принял православие.
Образование получил в Главном (Николаевском) инженерном училище, из которого был выпущен 5 января 1834 года.
В 1840 году Вансович был назначен заведующим учебной гальванической командой, учреждённой при Лейб-гвардии сапёрном батальоне, с целью обучения офицеров и нижних чинов теоретическому и практическому употреблению гальванизма.
В 1846 году штабс-капитан Вансович был командирован на Кавказ инструктором по применению гальванизма для воспламенения полевых мин, которые действовали с успехом против неприятеля: при взятии укреплённых аулов Салты и Гергебиля, при обороне укреплений Головинского и Навагинского на Черноморском побережье, и укрепления Аргунского в Чечне.
В 1855 году полковник Вансович переведён в полевые инженеры с назначением состоять в распоряжении генерального инспектора по инженерной части, при котором заведовал вопросами связанными с подводными минами; в 1857 году назначен заведующим гальванической частью Инженерного корпуса и 12 апреля 1859 года был произведён в генерал-майоры; 20 мая 1868 года получил чин генерал-лейтенанта.
Уволен в отставку с производством в инженер-генералы 1 мая 1886 года .
Умер 18 (30) марта 1892 года в Санкт-Петербурге, похоронен на кладбище Воскресенского Новодевичьего монастыря.
При Вансовиче были учреждены гальванические команды во всех сапёрных, а впоследствии и в понтонных батальонах, заготовлено имущество для подрывных целей, образовано управление гальванической частью с гальванической учебной ротой и офицерским классом. При нём же получило начало и затем дальнейшее развитие применение к военному делу подводных мин; последствием этого было формирование в наших приморских крепостях небольших команд, а потом минных рот и снабжение их специальным имуществом. Под руководством Вансовича впервые в России был применён к военному делу телеграф и сформированы военные телеграфные парки; при нём начались опыты применения к военным целям воздухоплавания.

## Награды
Многолетняя служба Вансовича была вознаграждена орденами Св. Станислава 1-й степени (1861 г.), Св. Анны 1-й степени (1864 г.; императорскую корону к этому ордену получил в 1866 г.), Св. Владимира 2-й степени (1872 г.), Белого Орла (1878 г.).